# Präsidium des 10. Deutschen Bundestages

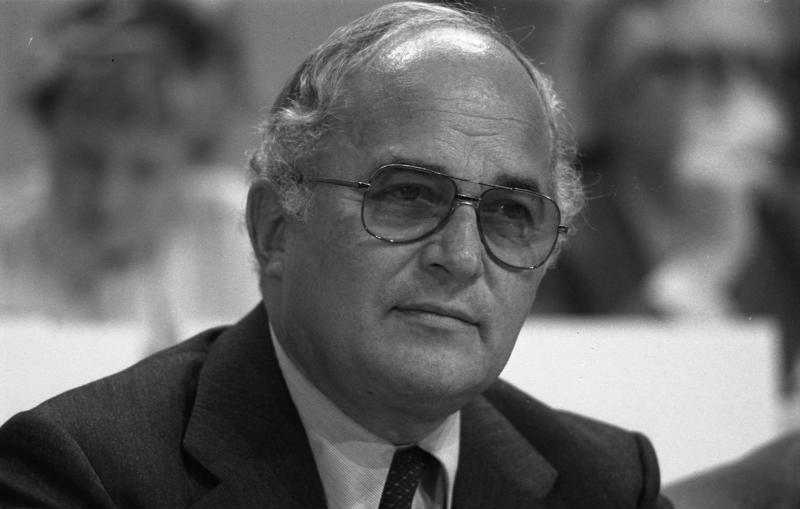
Rainer Barzel

Das Präsidium des 10. Deutschen Bundestages bestand zunächst aus dem Bundestagspräsidenten Rainer Barzel (CDU) sowie den vier Stellvertretern Annemarie Renger, Heinz Westphal (beide SPD), Richard Stücklen (CSU) und Richard Wurbs (FDP). Nach Barzels Rücktritt vom Amt des Bundestagspräsidenten wurde Philipp Jenninger (CDU) zum Bundestagspräsidenten gewählt.

## Wahl des Präsidenten des Bundestages
Die Wahl des Bundestagspräsidenten fand in der konstituierenden Sitzung des am 6. März 1983 neu gewählten Bundestags am 29. März 1983 statt. Den Wahlvorgang leitete der Alterspräsident und Altbundeskanzler Willy Brandt. Da die Union nach der Bundestagswahl weiterhin die stärkste Fraktion stellte, hatte sie traditionell das Recht, den Bundestagspräsidenten zu stellen. Der Unions-Fraktionsvorsitzende Alfred Dregger schlug Rainer Barzel vor. Dieser erhielt 407 der 509 abgegebenen Stimmen, was 79,96 % entsprach.

## Wahl der Vizepräsidenten
Die Wahl der Vizepräsidenten fand nach einer Abstimmung über die Zahl der Vizepräsidenten statt. Die neu im Bundestag vertretene Fraktion der Grünen beantragte, die Zahl der Vizepräsidenten auf fünf zu erhöhen, damit sie auch im Präsidium vertreten sein könnten. Die anderen Fraktionen lehnten dies ab, weswegen es weiterhin vier Vizepräsidenten gab. Im Gegensatz zu den vergangenen Legislaturperioden wählte der Bundestag seine Vizepräsidenten in getrennten Wahlgängen und in geheimer Abstimmung. Es kandidierten die bisherigen Vizepräsidenten Annemarie Renger (SPD) und Richard Wurbs (FDP). Ferner wurden der bisherige Bundestagspräsident Richard Stücklen (CSU) sowie der SPD-Abgeordnete Heinz Westphal vorgeschlagen. Die Grünen nominierten in allen Wahlgängen Christa Reetz.

### Ergebnis der Wahl der Vizepräsidenten
| Wahlgang | Erster Kandidat        | Zweiter Kandidat      | abgegebene Stimmen | ungültig | Erster Kandidat | Zweiter Kandidat | Enthaltungen | Stimmenanteil des gewählten Kandidaten |
| -------- | ---------------------- | --------------------- | ------------------ | -------- | --------------- | ---------------- | ------------ | -------------------------------------- |
| 1        | Annemarie Renger (SPD) | Christa Reetz (Grüne) | 503                | 4        | 436             | 33               | 30           | 86,68 %                                |
| 2        | Richard Stücklen (CSU) | Christa Reetz (Grüne) | 498                | 6        | 403             | 45               | 44           | 80,92 %                                |
| 3        | Heinz Westphal (SPD)   | Christa Reetz (Grüne) | 503                | 17       | 314             | 43               | 129          | 62,42 %                                |
| 4        | Richard Wurbs (FDP)    | Christa Reetz (Grüne) | 504                | 12       | 316             | 68               | 108          | 62,70 %                                |

Damit waren Annemarie Renger, Richard Stücklen, Heinz Westphal und Richard Wurbs zu Bundestagsvizepräsidenten gewählt.

## Veränderungen
Aufgrund seiner Verwicklungen in die Flick-Affäre legte Barzel sein Präsidentenamt am 25. Oktober 1984 nieder. Am 5. November 1984 wählte der Bundestag den von der CDU/CSU-Fraktion vorgeschlagene Philipp Jenninger mit 340 von 471 Stimmen (72,19 %) zu seinem Präsidenten.
Am 13. Dezember 1984 verzichtete Richard Wurbs auf sein Bundestagsmandat und verlor damit auch sein Amt als Bundestagsvizepräsident. Zu seinem Nachfolger wurde Dieter-Julius Cronenberg gewählt. Außerdem hatten die Grünen Hildegard Hamm-Brücher, die ebenfalls der FDP-Fraktion angehörte, vorgeschlagen. Sie lehnte jedoch eine Kandidatur ab. Der Bundestag wählte Cronenberg mit 277 von 391 Stimmen (70,84 %).